# Геологів-2
Геологів-2 (рос. Геологов-2) — печера в Пермського краю Росії. Печера комплексного (горизонтально-вертикального) типу простягання. Загальна протяжність — 2043 м. Глибина печери становить 140 м. Категорія складності проходження ходів печери — 2Б.